# 行狀
行狀，漢朝稱「狀」，元代以後稱之「行狀」或“行述”（也謂之“事略”）。敘述死者世系、生平、生卒年月、籍貫、事蹟的文章，留作史官提供立傳的依據。
行狀始於東漢，至魏晉南北朝開始流行，南朝梁劉勰《文心雕龍·書記》：“體貌本原，取其事實，先賢表謚，並有行狀，狀之大者也。”唐代則規定凡重要官員去世，都由家人簡錄其生平行事，報送中央修史機構存檔。行狀之撰寫遂大增，常由死者門生故吏或親友撰寫，也有出錢委託當時著名文豪代寫，文筆多有溢美之辭。唐代李翱曾為韓愈寫過行狀，但他在〈百官行狀奏〉寫道：“由是事失其本，文害於理，而行狀不足以取信。”
著名的行狀有〈大唐故三藏玄奘法師行狀〉、〈赴英州乞舟行狀〉、〈袁中郎行狀〉、〈司馬溫公行狀〉等，另有「逸事狀」只記逸事，富於文學色彩，是行狀的一種變體，如柳宗元〈段太尉逸事狀〉。

## 歷代行狀列表

### 唐朝
- 冥詳：〈大唐故三藏玄奘法師行狀〉
- 韓愈：〈董晉行狀〉
- 李翱：〈韓吏部行狀〉

### 宋朝
- 蘇軾：〈司馬溫公行狀〉
- 蘇軾：〈赴英州乞舟行狀〉
- 程頤：〈明道先生行狀〉
- 曾肇：〈亡兄行狀〉（曾鞏）
- 朱熹：〈皇考吏部朱公行狀〉（朱松，朱熹之父）
- 朱熹：〈張魏公行狀〉
- 朱熹：〈籍溪胡先生行狀〉
- 朱熹：〈敷文閣直學士陳公行狀〉（陳良翰）
- 朱熹：〈南嶽處士吳君行狀〉（吳翌）
- 朱熹：〈七世祖承軍郎退林公行狀〉
- 朱熹：〈八世韋齋府君行狀〉
- 朱熹：〈延平先生李公行狀〉（李侗）
- 黃榦：〈朝奉大夫文華閣待制贈寶謨閣直學士通議大夫諡文朱先生行狀〉
- 楊萬里：〈張魏公行狀〉
- 黃乾：〈朱子行狀〉

### 元朝
- 趙孟頫：〈高峰禪師行狀〉

### 明朝
- 黃伯生：〈誠意伯劉公基行狀〉
- 黃佐：《自敘先世行狀》
- 袁中道：〈袁中郎行狀〉
- 袁中道：〈吏部驗封司郎中中郎先生行狀〉

### 清朝
- 顧炎武：〈吳同初行狀〉

## 相關連結
- 墓誌銘
- 祭文

## 外部連結
[在维基数据编辑]
 《欽定古今圖書集成·理學彙編·文學典·行狀部》，出自陈梦雷《古今圖書集成》